# Pompeo Belgiojoso
Le comte Pompeo Belgiojoso, né le 25 mars 1800 et mort le 14 décembre 1875 à Milan, est une basse (voix) et un compositeur de romances milanais.

## Biographie
Membre de la famille Barbiano di Belgiojoso, il est un parent par alliance de la princesse Cristina Trivulzio Belgiojoso, épouse du prince Emilio Barbiano di Belgiojoso. 
Comme nombre de nobles milanais du courant libéral, il fait partie des patriotes anti-autrichiens admirateurs de Vittorio Alfieri et réunis au sein de la Società filarmonica di Milano autour de Pietro Massini, le directeur du Teatro dei Filorammatici dont il est l'un des protecteurs. Et comme nombre de mécènes de l'ottocento, il pratique lui-même la musique, en composant des romanze di salotto comme sa Rimembrenza que l'on joue dans les salons, comme celui de la comtesse Clara Maffei qui occupe le premier étage du palazzo des Belgiojoso.
Toujours dans cet esprit de pratique des arts, il jouit d'une bonne réputation de chanteur et   Gioachino Rossini, dont il est l'ami intime, lui confie, en 1842, la partie de basse de son Stabat Mater lors de sa création à l'Archiginnasio de Bologne, qu'il chante aux côtés de la soprano anglaise Clara Novello, du ténor russe Nicolaï Ivanov et d'une mezzo-soprano amateur comme lui, Clementina degli Antonj et à laquelle assiste Giuseppe Verdi. Ce dernier rapporte, dans une de ses lettres à Giulio Ricordi, les « compliments et félicitations, en particulier du comte Pompeo Belgioioso et du comte Renato Borromeo » reçus lors de l'exécution de sa première direction d'orchestre en public au Teatro dei Filarmonici, alors qu'il  remplaçait au pied levé le maestro al cembalo pour une représentation de La Création de Haydn.
Rossini lui dédie également la version originale de l'un des Morceaux réservés de ses Péchés de vieillesse, le Chant des titans : Guerre ! Massacre ! Carnage !, l'une de ses innombrables mises en musique du texte de Pietro Metastasio, Mi  lagnerò tacendo.

## Œuvres
- La rimembranza, canzonetta pour contralto et piano ;
- L'Abbandono, romance pour ténor et piano ;
- Ne m'oubliez pas, romance pour ténor et piano ;
- Messa (titre inconnu) composée avec le comte Antonio Belgiojoso et jouée lors de célébrations à San Carlo in Merata.

## Discographie
- 2003 : Opera Rara, Il Salotto Vol. 5, La rimembranza, Majella Cullagh, Jennifer Larmore, Manuella Custer, Antonino Siragusa, Bruce Ford, Russell Smythe, David Harper (piano).